# 葛楚彤
葛楚彤（2003年9月23日—），中国女子游泳运动员，2022年亚洲运动会女子4×200米自由泳接力金牌得主、2024年夏季奥林匹克运动会女子4×200米自由泳接力铜牌得主。